# جيك كيركباتريك
جيك كيركباتريك (بالإنجليزية: Jake Kirkpatrick)‏ هو لاعب كرة قدم أمريكية أمريكي، ولد في 7 يوليو 1987 في تايلر في الولايات المتحدة.

## وصلات خارجية
- جيك كيركباتريك على موقع مرجع كرة القدم المحترفة.كوم (الإنجليزية)